# Mortimer
Mortimer je lik iz stripa Zagor. Mortimer je kriminalac koji teži bogaćenju i zbog toga uvijek pravi dijabolične planove za pljačku. Njegova suradnica i ljubavnica je bila Sybil Kant.

## Sukobi sa Zagorom

### Pljačka u New Yorku
Mortimer se prvi put pojavljuje u New Yorku u gdje u suradnji s lopovom Rabbitom priprema pljačku pošiljke zlata iz New Yorka za Philadelphiju. Prerušen u svećenika i uzevši lažno ime Latimer, Mortimer se uvukao u sjedište tvrtke Pierce Bros. - Safes & strong boxes kako bi osobno pregledao sef identičan onom u kojem se zlato drži tijekom vožnje u vlaku. Pregledavši sef i porpičavši s jednim od vlasnika tvrtke (kojem se predstavio kao kupac), Mortimer se samo uvjerio u ono što je već otprije znao, da sef ima tri brave od kojih se svaka otvara različitim ključem, te da svaki ključ čuva druga osoba. 
U slučaju sefa iz vlaka, jedan ključ je povjeren direktoru trgovačke banke u New Yorku, Pollacku, drugi šefu osiguravajuće tvrtke Adamu Percyju, a treći šefu željezničke kompanije O'Hari.
Nakon odlaska iz tvrtke, Mortimer je sve to povjerio svom suradniku Rabbitu, no već trenutak kasnije ubio Shabbyja, svoga vozača kočije, jer je ovaj pričao svom prijatelju Grbavcu o planiranju pljačke. Nakon što je ubio Shabbyja, Mortimer je povjerio Rabbitu da ubije Grbavca. Zagor i Chico su se taj isti dan iskrcali u luci s broda Honest Joea. Pritom je Grbavac pokušao opljačkati Chica ali Zagor ga je spriječio. 
Zagor i Chico su uzeli sobu u prenočištu ali Grbavac ih je naumio te iste većeri ubiti. To je i pokušao ali u isto vrijeme su došli Rabbit i ubojica Packy da ubiju Grbavca. To su i uspjeli ali umješao se Zagor te je otpočela borba. Zagor je ubio Packyja ali Rabbit je pobjegao obližnju krčmu te se sakrio i pobjegao dok su njegovi suradnici ondje izazvali tučnjavu sa Zagorom kako bi Rabbit imao vremena pobjeći. Zagor je porazio protivnike ali do tada je došla policija pod vodstvom poručnika Daniela Malcovicha. Pogrešno pretpostavljajući da je Zagor ubio Grbavca i nakon njega i Packyja, policajci su pretukli Zagora i odveli ga u zatvor.
Zagor je u zatvoru susreo starog znanca grofa od Lapalettea, profesionalnog lopova koji je završio u zatvoru jer je bio dio Mortimerovog plana za otkrivanje jednog od ključeva sefa. Lapalette i Zagor su uspjeli pobjeći iz zatvora i pronaći Chica. U međuvremenu, Mortimer se lukavim planovima uspio dokopati sva tri ključa, uzeti u vosku njihove otiske kako bi izradio kopije, i vratio ključeve da nitko ne otkrije njihov nestanak.

### Mortimerova osveta
Nakon propasti pokušaja pljačke, Mortimer dolazi u Darkwood s naumom da se osveti Zagoru. Njegova družica Sybil otišla je u selo Mohawka do njihovog poglavice Tonke, Zagorovog brata po krvi. Zatim je u selo ušla vojska koju je doveo Fox, Mortimerov pomagač. Sybil je optužila Indijance da su je napali. Tonka je uhićen i odveden na suđenje gdje ga je prerušeni Mortimer osudio na robiju u kaznionici Hellgate.
Zagor je taman stigao u sudnicu kada je izrečena presuda. Tjedan dana nakon toga, Mortimer, predstavljajući se kao sudac nagovorio je zapovjednika Hellgatea da premjesti Duvaliera, poznatog krivotvoritelja novca, u New York, jer se zapravo želi domoći njegova novca u zamjenu što ce ga osloboditi tijekom putovanja. Želeći zaštititi Duvaliera od mogućih napada, zapovjednik utvrde je u kočiju ubacio i Tonku kao izliku da ga premjestaju zbog napada Indijanaca. Mortimer je Zagoru poslao lažno pismo u ime zatvorskog liječnika kojemu je Zagor jednom spasio život da će premjestiti Tonku u New York.
Zagor je poveo sa sobom Mohawke i oslobodio Tonku. Zatim je nakon njih došao Mortimer i oslobodio Duvaliera kojega je ubio nakon što mu je ovaj odao položaj skrovišta s novcem. Za Zagorom i Duvalierom je organizirana potraga, ali je Zagor shvatio da je to sve urota protiv njega nakon što je sreo liječnika koji mu je rekao da je godinu dana u mirovini te da mu nije poslao nikakvo pismo. Zagor je uspio uvjeriti vlasti u svoju i Tonkinu nevinost i organizirati potjeru za Mortimerom. Uspjeli su uhvatiti Sybil a zatim i Foxa koji je upao u zamku kada je odnio Duvalierovo tijelo šerifu. Nagovorili su Sybil da im oda Mortimerove planove dok je Mortimer sve promatrao s obližnjeg brežuljka. Kada je vidio da iz šerifova ureda izlazi Zagor Mortimer se dao u bijeg. Put su mu preprijecili Mohawki koje je Zagor poslao u ophodnju. Zagor je sustigao Mortimera i prvi put mu zapravo u borbi vidio lice. Mortimer je zarobljen, predan vlastima, i poslan u zatvor.

### Mortimer i Krojač
Mortimer uspijeva pobjeći iz zatvora uz pomoć svog genijalnog plana. Potom Krojač izvlači iz zatvora Sybil da nagovori Mortimera da obavi jedan posao za njega, ubojstvo političara Sykesa koji se kandidira za guvernera. Nakon susreta s Krojačem, Mortimer uspijeva dovući Zagora u Kingston, gradić u kojem Mortimer treba ubiti Sykesa. 
Sykes je trebao održati govor na bini u centru grada, a njegov čuvar bio je pukovnik Daniel Malchovic. Mortimer se smjestio na krovu zgrade nasuprot bine i upucao Malchovicha. Zagor nije stigao na vrijeme spasiti pukovnika. Potom Zagor dospijeva u Mortimerovo zarobljeništvo na brodici pored grada. Tamo se pojavio i Krojač zajedno sa Sybil. Mortimer odlazi zajedno sa Sybil u Krojačevoj kočiji, ali je prije toga ostavio Zagoru skriven nož da bi Zagor uspio pobjeći od Krojača jer je Mortimer htio Zagora vlastoručno ubiti. 
Nakon Mortimerovog odlaska Krojač priznaje Zagoru da je naredio svom čovjeku da ubije Mortimera u kočiji jer mu je ovaj odbio prihvatiti ponudu da se pridruži Krojačevoj organizaciji. Zatim Krojač odlazi i govori Zagoru kako će uskoro krenuti za put New Yorka. Navečer Zagor pronalazi nož što mu ga je Mortimer ostavio i bježi Krojačevim ljudima. 
Kasnije saznajemo da je Krojač zapravo isti političar Sykes za kojeg se mislilo da ga je Mortimer htio ubiti, ali je zapravo upravo Malcovich bio meta. U okršaju sa Zagorom, Sykes je pao kroz prozor hotela i slomio kralježnicu. Na kraju epizode vidimo Mortimera koji je predvidjeo Krojačevu zamku i odlučio otići sa Sybil na karibe.

### Sukob sa Zagorom na Haitiju
U ovoj epizodi Mortimer želi ukrasti zlato koje Francuska daje Haitiju u sklopu povijesnih okolnosti. Zagor ga sprječava u tome, ali ga ne uspijeva uhvatiti. Na kraju Sybil biva ubijena od strane morskih pasa u Karipskom moru i Mortimer se zaklinje da će je osvetiti dok Zagor misli da je i Mortimer poginuo.

### Mortimerov posljednji čin
Nakon što se Zagor i Chico vraćaju sa svojeg putovanja u Južnu Ameriku,u kojoj su doživjeli niz pustolovina,kod
kuće ih dočekuje užas.Njihova koliba raznesena je.Zagor u njenoj blizini pronalazi upaljač i bačvicu ulja
kakvih ima samo u trgovištu u Pleasant Pointu.Došavši tamo saznaju od trgovca Peabodya,da je takvu bačvicu kupio
gospodin duge žute kose i orlovskoga nosa,ujedno i vlasnik upaljača.Zajedno s njime bio je i traper Doney 
kojeg su Zagor i Chico susreli pri samomm dolasku u Darkwood.Zagor shvaća da je riječ o Mortimeru koji se želi osvetiti
jer krivi njega za smrt svoje družice Sybil.Mortimer onda ubija trapera Doneya i namješta niz zamki za Zagora.
Ubija njegove prijatelje ženu dr.Sanda Tabithu i mornara s Golden Babya Samuelsona.
Mortimer zatim uz pomoć svog suradnika,kojeg je izbavio iz zatvora,Jonathana Clarka otima Chica i nećakinju kapetana
Fishlega Virginiu.Zagor stiže u utvrdu u kojoj ih Mortimer drži zarobljenima i suočava se s njim.
U borbi ubija sve njegove ljude pa i Jonathana Clarka.Zatim se bori u dvoboju s drogiranim Akenatom,poglavicom
Wyandota,kojeg je Mortimer uvjerio da je Zagor pobio njegovo pleme.Nakon duge borbe Zagor napokon savladava drogom
ojačanoga Akenata bez da ga ubije.Na tornju utvrde sukobljava se sa samim Mortimerom koji drži Virginiju kao taoca.
Zagor baca sjekiru na njega i ovaj pada u rijeku poginuvši.Zagor i Chico pokapaju njegovo tijelo.

## Zanimljivosti
- Mortimerov pokušaj pljačke pošiljke zlata iz vlaka je najvjerojatnije utemeljen na povijesnoj pljački koja se dogodila 1855.

- Moguće je da je Mortimer stvoren po uzoru na još jedan fiktivni lik, profesora Jamesa Moriartyja, najvećeg neprijatelja Sherlocka Holmesa. I jedan i drugi se nazivaju "genijima zločina", a Mortimer je jednom prilikom koristio lažno ime Moriarty. Također postoje sličnosti između Mortimera i Diabolika, još jednog fiktivnog kriminalca. Obojica se tijekom zločina koriste prerušavanjem, a Mortimerova ljubavnica Sybil i Diabolikova ljubav Eva nose isto prezime, Kant.

- Kronološki, Mortimer se pojavljuje:
  - u epizodama Zagora u izdanju Slobodne Dalmacije: 58 Fatalno oružje, 59 Sotonski Mortimer, 60  Majstorski udarac, 70 Mortimerova osveta, 71 Šah mat
  - u epizodama Zagora u izdanju Ludensa: 142 Paukova mreža, 143 Mortimerov povratak, 144 Zagor protiv Krojača, 203 Pleasant Point, 204 Rakova obratnica, 205 Zagor protiv Mortimera, 206 Gusarska pećina